# Немчич (перевал)
Немчич (укр. Німчич, Турецька Вершадь) — перевал в Покутско-Буковинских Карпатах. Расположен в Вижницком районе Черновицкой области, на водоразделе рек Виженки и Черемоша. На юго-западном склоне перевала расположен Вижницкий национальный природный парк. Высота 580 м. Склоны крутые, дорога идёт серпантином с многочисленными поворотами. Вблизи перевала — выходы железистых минеральных вод. Низкогорные ландшафты с елово-пихтово-буковыми лесами. Через перевал раньше проходила автодорога Черновцы — Вижница — Путила. После постройки нового участка Вижница — Подзахарычи — Хоровы вдоль Черемоша, перевалом больше не пользуются. Немчич — объект туризма, с него начинается пешеходный маршрут к памятнику природы местного значения скал Пронзённые Камни.
Ближайшие населённые пункты: с. Виженка, с. Хоровы.